# Петте династии и десетте царства
Петте династии и десетте царства (на китайски: 五代十國, Удай шъгуо) е период от китайската история между 907 и 960 г. Той настъпва след края на династия Тан и приключва с утвърждаването на династията Сун. Като цяло това е време на политическа, икономическа и социална анархия, смятано за едно от най-тъмните в средновековната китайска история. Характеризира се с непрестанни междуособни войни, честа смяна на династии и ширеща се корупция сред чиновниците. Икономическата структура на страната е силно разстроена, а Северен Китай е на практика опустошен. Разрушена е иригационната инфраструктура, което води до мащабни наводнения, населението рязко намалява. Независимо от всички бедствия обаче, този период бележи сериозно развитите на печатното дело, в резултат на което се появяват множество конфуциански, будистки и даоистки книги, включително и първата пълна колекция от конфуциански творби.

## Социална и политическа обстановка
В средата на IX век в китайските хроники изобилстват съобщения за глад, непрестанни въстания на обеднелия народ, чиито водачи се обявявали за „владетели на Поднебесната“. През 874 г. в района на днешната провинция Хънан избухва поредния селски бунт, оглавен от търговеца на сол Хуан Чао. Движението бързо се разраства, за няколко месеца в ръцете на въстаниците се оказва целият север, включително и столицата Чанан, техни армии стигат на юг до Гуандун. Неспособно да се справи с народното въстаниците, танското правителство се обръща за помощ към тюркски наемници, командвани от Ли Къюн. С тяхна помощ селските войски на Хуан Чао са разбити окончателно в 884 г., а Ли Къюн и други тюрки, помогнали за разгрома им получават като награда постовете на военни коменданти (дзиедушъ 節度使). През следващите години тези военни коменданти се обръщат срещу Тан и повеждат борба за власт, която в крайна сметка довежда до унищожаването на старата династия и разделянето на страната. Тези политически промени обаче не довели до консолидиране на западналата в края на танското управление императорска и централна власт, а хвърлили Китай в още по-големи катаклизми. На Север се водела жестока и кървава борба за власт, в която за половин век се сменили пет династии. Множество градове били разграбени, а в началото на Х в. една от най-богатите столици в света – Чанан, била сравнена със земята, в междуособните борби през 30-те години била разрушена и значителна част от град Луоян с неговите великолепни дворци и библиотеки. Враждуващите военачалници облагали населението с данъци и ангарии без мяра, опустели села, иригационните съоръжения западнали, а река Хуанхъ девет пъти разкъсвала дигите, заливайки половината страна. Мнозина потърсили спасение на юг, в резултат на което населението на Севера рязко намаляло. В крайна сметка към средата на Х век основния център на китайската държавност – долината на Хуанхъ, се оказала в руини, от които новата династия Сун трябвало да съгражда наново страната.

## Петте династии (Северен Китай)

### Късна Лян
Основателят на династията Джу Уън (Тайдзу) бил тюркски принц от народа шатуо (沙陀), който в края на IX век взел участие във въстанието на Хуан Чао срещу Тан, но впоследствие сменил страните и помогнал за потушаването на селското движение. След като изградил силна собствена армия той се установил в Кайфън, и до 904 г. успял да разшири властта си над танската столица Чанан и град Луоян. През 904 г. Джу Уън повел военни действия срещу Тан, пленил император Джаодзун и го отвел в Луоян, където бил убит. Новият император Айдзун нямал никаква реална власт и в 907 г. Джу Уън го детронирал, слагайки началото на нова династия – Късна Лян. Новият владетел се опитал да намали данъците, но по ирония са съдбата останал в историята като брутален и безмилостен воин. Независимо от това обаче, всичките му военни кампании като самостоятелен владетел били успешни, а властта му се простирала на територия, обхващаща голяма част от Северен Китай без днешните провинции Шаанси, Хъбей и Шанси. Независимо че самият Джу Уън бил тюрк, отношенията със съплеменниците му били обтегнати. В 912 г. той бил убит от сина си Джу Йоугуей, който година по-късно е отстранен на свой ред от брат си Джу Йоуджън. Този император управлявал десет години – до 923 г., когато дзинският владетел Ли Цуънсю завладял столицата Кайфън и основал династията Късна Тан.

### Късна Тан
Тази династия е основана от Ли Къюн, представител на тюркския народ шатуо, който бил назначен от танския император за военен комендант (дзиедушъ) в района на днешната провинция Шанси, но по-късно се обявява за владетел на Дзин (晉). Неговият син Ли Цуънсю (Джуандзун) продължил да завладява нови територии за сметка на Късната Лян. Към 911 г. той успял да наложи властта си над обширна територия в Северен Китай и в 923 г. обявил „възстановяването на Тан“ и направил своя столица Луоян. В 925 г. войски на Късната Тан завладели държавата Ранна Шу, разположена на територията на днешната провинция Съчуан. Бруталното управление на император Джуандзун обаче влошило отношенията със северните му съюзници – киданите, и довело избухването на въстание вътре в страната, в резултат, на което той бил убит. През останалата част от съществуването на династията, тя била раздирана от вътрешни борби, които приключили с нейния крах, когато зетят на император Ли Съюен (Миндзун) – Шъ Дзинтан, окупирал столицата и обявил създаването на нова династия.

### Късна Дзин
Основателят на тази династия Шъ Дзинтан (Гаодзу) също бил тюрк от народа шатуо, който служил като военен комендант в района на днешната провинция Шанси по време на династията Късна Тан и зет на императора. В 923 г. с помощта на киданите той свалил последния император и сам се обявявил за владетел на новата династия Късна Дзин. При него някои кидани получили като награда за помощта им при установяване на династията важни административни и военни постове. След смъртта на Шъ Дзинтан на трона седнал малолетния Шъ Джунгуей, а реалната власт била в ръцете на министъра Дзин Йенгуан. При него отношенията с киданите се влошили и това племе предприело военен поход срещу Късната Дзин. Чичото на императора Ду Уей, който бил назначен за главнокомандуващ на дзинските войски, обаче се предал доброволно на киданите и му била дадена титлата „император“. След това номадите напреднали на юг, окупирали столицата на Късната Дзин, и в 947 г. техният вожд Йелю Дъгуан се обявил за император на династията Ляо. Неговите армии разграбили долината на река Хуанхъ, преди да се оттеглят на север, отвеждайки със себе си младия владетел Шъ Джунгуей като заложник, с което на практика сложили край на Късната Дзин.

### Късна Хан
Основателят на династията Лиу Джъюен (Гаодзу) бил също член на тюркския народ шатуо и преди да се основе в 947 г. собствена династия, служил като военен комендант на Бинджоу в района на днешната провинция Шанси. Към средата на 40-те годни на Х век Късната Дзин била сериозно отслабена и на практика се превърнала в сателит на киданската империя Ляо. Когато за последен път дзинският император решил да отправи предизвикателство към киданите, те предприели наказателна експедиция и завладели долината на река Хуанхъ, което създало властови вакуум. Той бил запълнен от Лиу Джъюен, който основал династията Късна Хан и установил столицата си в град Биан (днешен Кайфън). След смъртта му обаче, държавата била разтърсена от борби за власт, в които се включили силните фигури около покойния владетел. Най-съобразителен от тях се оказал китаецът Гуо Уей, който извършил преврат и основал собствена династия Късна Джоу.

### Късна Джоу
В 951 г. борбата за власт след смъртта на императора на Късната Хан приключила с победа на Гуо Уей (Тайдзу), който се обявил за император на династията Късна Джоу. След като седнал на престола той се опитал да прокара някои реформи, облекчаващи положението на селското население, заради което управлението му било запомнено в историята като силно и добре организирано. То обаче било и твърде кратко, тъй като Тайдзу починал в 954 г. и бил наследен от приемния си син Чай Жун (Шъдзун). Неговото управление също било сравнително успешно, като джоуските армии предприели предприели военни походи срещу киданските територии и империите Северна Хан и Късна Шу, допринасяйки по този начин за последвалото обединение на Китай при управлението на династията Сун. За разлика от успешните южни кампании, на север Шъдзун изпитвал сериозни трудности срещу Северната Хан, с чието съществуване в крайна сметка трябвало да се примири. Този император починал неочаквано в 959 г. по време на военен поход, оставяйки трона на седемгодишния си син. Скоро след това един от генералите на Късната Джоу – Джао Куанин, бил обявен от войниците си за император и поставил началото на династията Сун.